# 1904年香港
|        | 香港歷史 \| 香港歷史年表                                                                                                   |
| 世紀： | 19世紀香港 \| 20世紀香港 \| 21世紀香港                                                                                     |
| 年代： | 1870年代香港 \| 1880年代香港 \| 1890年代香港 \| 1900年代香港 \| 1910年代香港 \| 1920年代香港 \| 1930年代香港               |
| 年份： | 1900年香港 \| 1901年香港 \| 1902年香港 \| 1903年香港 \| 1904年香港 \| 1905年香港 \| 1906年香港 \| 1907年香港 \| 1908年香港 |
| 紀年： | 甲辰年（龙年）、香港開埠63周年                                                                                             |

## 大事記
- 1月27日，世界公益報創刊。
- 2月28日，日俄戰爭爆發，到港船隻減少。
- 3月7日，中國日報發表孫中山《致康有為書》。
- 3月22日，康有為乘船離港赴歐洲。
- 3月31日，廣東日報在港創刊。
- 5月27日，何啟爵士創立雅麗氏紀念產科醫院，於本日落成啟用，是香港第一所產科醫院，也是中國最早的產科醫院之一。
- 5月27日，一名男子於中環卑利街56號B殺死其嫂子，然後自殺。
- 7月2日，香港電車首次離廠試車。
- 7月29日，第13任港督彌敦抵港履新。[1]
- 7月30日，香港電車通車。[1]
- 8月，古巴設駐港領事館。
- 10月27日，三名西人扔擲兩入於海中，兩人溺斃死亡。
- 12月10日，尖沙咀天主教玫瑰堂新聖堂動工興建。
- 12月30日，輪船地利文號發生謀殺案。
- 本年：
  - 水坑口發生大火，許多妓寨焚燬，港府命令妓寨西遷石塘咀。[1]
  - 皇仁書院復設中文部。
  - 華人足球會成立。
  - 中西區填海工程全部峻工，得地59英畝。[1]
  - 李陞格致工藝學校創立。
  - 太平戲院於石塘咀落成啟用，為當時香港最大型戲院。[2]
  - 開始擴建大潭篤水塘，可儲水53,769.5萬加侖。[1]
  - 擴建堅尼地城牛房，可容牲畜1,200餘頭。[1]
  - 太平山第2所公共浴室建成開放。[1]
  - 擴建九龍羅便臣道（1909年改稱彌敦道）至窩打老道。
  - 部份九龍城劃作畜牧場。
  - 九龍建射擊場。
  - 劃出九龍城寨山後斜坡為華人基督教永遠墳場。
  - 1,746及華人應募去南非開墾。[1]
  - 政府財政收入為685萬，支出638萬。[1]
  - 總人口為361,206人，外國人佔18,900名。[1]
  - 紅磡街坊公立義學創立。

## 逝世人物
- 洪全福（69歲），洪秀全一族成員，曾參加太平天國金田起義及1903年廣州起義。
- 12月26日，和主教（59歲），香港天主教教區第2任宗座代牧。